# ザ・サン、ムーン&ハーブス
『ザ・サン、ムーン&ハーブス』（The Sun, Moon & Herbs）は、アメリカ合衆国のミュージシャン、ドクター・ジョンが1971年に発表した4作目のスタジオ・アルバム。

## 背景
レコーディングはロンドンで行われ、「ファミリア・リアリティ」を除く全曲ともエリック・クラプトン、ミック・ジャガー、P.P.アーノルド等が参加したセッションの録音である。また、「ホエア・ヤ・アット・ムール」と「ズ・ズ・マモウ」には、クラプトンを含むデレク・アンド・ザ・ドミノスの全メンバーが参加した。ドクター・ジョン自身は、本作を3枚組LPとして出そうとしていたが、実現しなかった。

## 評価
ドクター・ジョンは本作で初のBillboard 200入りを果たし、最高184位を記録した。
James Chrispellはオールミュージックにおいて5点満点中3.5点を付け「遠くで雷鳴がジャングル・ドラムのようにゴロゴロ鳴る、蒸し暑い夜に聴くのが一番」と評している。また、Tim Crouseは『ローリング・ストーン』誌1971年10月28日号において「ドクター・ジョンはレオン・ラッセルと同じようなセッション・ミュージシャンのリーダーに近くなっているが、彼らを率いていくのに十分な曲に欠けている。もしドクター・ジョンが次のアルバムで、ニューオーリンズの伝統を裏切ることなく3分間の宝物12曲を作ることができれば、それは理想的というだけでなく、もう少し世間が彼に求めるヴードゥー色が強くなるだろう」と評している。
収録曲「ズ・ズ・マモウ」は、1987年のアメリカ映画『エンゼル・ハート』のサウンドトラックで使用された。

## 収録曲
特記なき楽曲はマック・レベナック（ドクター・ジョン）作。
1. ブラック・ジョン・ザ・コンクエラー - "Black John the Conqueror" - 6:23
2. ホエア・ヤ・アット・ムール - "Where Ya at Mule" - 4:58
3. クラニー・クロウ - "Craney Crow" - 6:43
4. ファミリア・リアリティ - オープニング - "Familiar Reality-Opening" (Mac Rebennack, Jessie Hill) - 5:29
5. ポッツ・オン・フィオ/フー・アイ・ゴット・トゥ・フォール・オン - "Pots on Fiyo (Filé Gumbo) / Who I Got to Fall On (If the Pot Get Heavy)" - 5:52
6. ズ・ズ・マモウ - "Zu Zu Mamou" - 7:59
7. ファミリア・リアリティ - リプリーズ - "Familiar Reality-Reprise" (M. Rebennack, J. Hill) - 1:50

## 参加ミュージシャン
- ドクター・ジョン - ボーカル、ピアノ、ハモンドオルガン、ギター、ヴィブラフォン、パーカッション
- エリック・クラプトン - スライドギター
- トミー・フェローン - リズムギター
- ヴィクター・ブロックス - オルガン、ポケット・トランペット
- Fred Staehle - ドラムス
- レイ・ドレイパー - チューバ、パーカッション
- ミック・ジャガー - バックグラウンド・ボーカル
- P.P.アーノルド - バックグラウンド・ボーカル
- シャーリー・グッドマン - バックグラウンド・ボーカル
- タミー・リン - バックグラウンド・ボーカル
- ジョニ・ジョンズ - バックグラウンド・ボーカル

アディショナル・ミュージシャン
- グレアム・ボンド - アルト・サックス (on #1, #5, #6)
- クリス・マーサー - サックス (on #1, #2, #6)
- ドリス・トロイ - バックグラウンド・ボーカル (on #1, #2, #6)
- ボビー・ウィットロック – バックグラウンド・ボーカル (on #1, #2, #6)
- ボビー・キーズ - テナー・サックス (on #2, #6)
- カール・レイドル - ベース (on #2, #6)
- ジム・ゴードン - コンガ (on #2, #6)
- ジム・プライス - トランペット (on #5, #6)
- カルヴィン・サミュエルズ - コンガ (on #5)
- スティーヴ・ヨーク - アコースティック・ベース (on #5, #6)
- Ken Terroade - フルート (on #1, #3, #5, #6)
- ウォルター・デイヴィス - ピアノ (on #1, #3, #5)
- ジェシ・ボイス - ベース (on #3)、パーカッション (on #6)
- フリーマン・ブラウン - パーカッション (on #3, #5, #6)
- メンフィス・ホーンズ - ホーン・セクション (on #1, #3, #5)
  - ウェイン・ジャクソン - トランペット
  - ロジャー・ホップス - トランペット
  - ジャック・ヘイル - トロンボーン
  - アンドリュー・ラヴ - テナー・サックス
  - エド・ローガン - テナー・サックス
  - ジェイムス・ミッチェル - バリトン・サックス
- ジョン・ブードロー - ドラムス (on #4)
- ロン・ジョンソン - ベース (on #4)
- ロニー・バロン - オルガン (on #4)
- エド・ホーナー - トランペット (on #4)
- ジェリー・ジュモンヴィル - サックス (on #4)